# دائرة أوقاس
دائرة أوقاس إحدى دوائر ولاية بجاية الجزائرية . عاصمتها هي أوقاس وتضم بلديات :
- أوقاس
- تيزي أنبربار

## الوديان
- وادي تابلوط

## مواضيع ذات صلة
- دوائر ولاية بجاية
- بلديات ولاية بجاية